# Federalne Biuro Statystyczne (Szwajcaria)
Federalne Biuro Statystyczne (niem. Bundesamt für Statistik, BFS; fr. Office fédéral de la statistique, OFS; wł. Ufficio federale di statistica, UFS; retorom. Uffizi federal da statistica, UFS) – centralny urząd w Konfederacji Szwajcarskiej odpowiedzialny za pozyskiwanie i udostępnianie danych statystycznych. Dane statystyczne udostępniane są cyfrowo, z poziomu strony internetowej Biura jak i fizycznie w stacjonarnej bibliotece posiadającej około 5 kilometrów półek z obecnymi i archiwalnymi dokumentami. Dyrektorem generalnym Federalnego Biura Statystycznego jest Georges-Simon Ulrich. Biuro zatrudnia 814 osób i posiada budżet w wysokości 170 milionów franków szwajcarskich. 

## Historia powstania
Za inicjatora działań statystycznych w Szwajcarii uznaje się Stefano Fransciniego. W 1827 roku opublikował on dzieło Statistica della svizzera („Statystyki szwajcarskie”), natomiast w 1850 roku zorganizował on pierwszy federalny spis powszechny. Dzięki jego staraniom w 1860 roku powstało Federalne Biuro Statystyczne.

## Struktura
- Federalny Departament Spraw Wewnętrznych 
  - Federalne Biuro Statystyczne 
    - Wydział Kadr
    - Wydział Zasobów
    - Wydział Populacji i Edukacji
    - Wydział Ekonomii
    - Wydział Zdrowia i Spraw Społecznych
    - Wydział Terytorium i Środowiska
    - Wydział Interoperacyjności i Rejestrów
    - Wydział Danologii i Metod Statystycznych
    - Wydział Komunikacji i Publikacji[3]